# Фких-Бен-Салах
Фких-Бен-Салах (араб. الفقيه بنصالح‎) — город в Марокко, расположен в области Тадла-Азилаль.

## История
Город Бени-Амир возник на месте еженедельного базара, на который прибывали представители различных племён региона. Постепенно на месте базара возник город с более чем 80 000 жителей. Он был переименован во Фких-Бен-Салах в честь мусульманского святого Вали Салаха, который скончался в этом городе. Экономика города зависит от сельского хозяйства и животноводства, а также от экономической помощи со стороны марокканцев проживающих за рубежом, особенно в Италии и Испании. Фких-Бен-Салах пережил несколько трагедий, связанных с исчезновением десятков молодых людей, которые пытались пересечь Средиземное море в поисках лучшей жизни в Европе.

## Географическое положение
Центр города располагается на высоте 429 метров над уровнем моря.

## Демография
Население города по годам:
| 1982   | 2004   | 2012   |
| ------ | ------ | ------ |
| 47 540 | 82 446 | 96 157 |